# Крымско-Слудское (сельское поселение)
Крымско-Слудское — упразднённое муниципальное образование со статусом сельского поселения в составе Кизнерского района Удмуртии.
Административный центр — село Крымская Слудка.
Образовано в 2004 году в результате реформы местного самоуправления, предшественник — Крымско-Слудский сельсовет.
25 июня 2021 года упразднено в связи с преобразованием муниципального района в муниципальный округ.

## Географические данные
Находится на юге района, граничит:
- на севере с Бемыжским сельским поселением
- на востоке с Граховским районом
- на юге и западе с республикой Татарстан, частично граница проходит по реке Вятка

По территории поселения протекают реки: Вятка, Сарамачка и Умяк.

## История
До революции территория современного Крымско-Слудского сельского поселения входила в состав Староятчинской волости Елабужского уезда Вятской губернии. В 1921 году в связи с образованием Вотской АО, был образован Можгинский уезд, в состав которого среди прочих вошла и Староятчинская волость. В результате административной реформы 1924 года, была создана Троцкая волость и в её составе образовано 7 сельсоветов, в том числе: Крымско-Слудский сельсовет, в составе населённых пунктов — село Крымская Слудка, деревни Бажениха, Сарамак Черемисский и Шарберда и Вотско-Сарамакский сельсовет, в составе деревень — Вотский Сарамак и Русский Сарамак. В 1929 году проводится районирование (замена уездно-волостной территориальной структуры на районную), образован Граховский район, в состав которого входят оба сельсовета. В 1935 году Граховский район разукрупнён и на части его территории образован Бемыжский район, оба сельсовета оказались в новом районе. В 1954 году Крымско-Слудский и Удмуртско-Сарамакский сельсоветы объединены в один Крымско-Слудский сельсовет, с административным центром в селе Крымская Слудка. В 1956 году Бемыжский район упразднён и Крымско-Слудский сельсовет отошёл к Кизнерскому району. В 1959 году обе деревни бывшего Удмурт-Сарамакского сельсовета отошли к Староятчинскому сельсовету, но уже через 6 лет при размежевании Кизнерского и Граховского районов обе вернулись в состав Крымско-Слудского сельсовета. В 1984 году исключена с учета деревня Русский Сарамак, после этого структура поселения не менялась. В результате последней реформы в 2004 году Крымско-Слудский сельсовет преобразован в Крымско-Слудское сельское поселение.

## Население
| 2010 | 2012 | 2013 | 2014 | 2015 | 2016 | 2017 |
| ---- | ---- | ---- | ---- | ---- | ---- | ---- |
| 612  | ↘604 | ↘600 | ↗615 | ↘600 | ↘555 | ↘529 |
| 2018 | 2019 | 2020 |      |      |      |      |
| ↘512 | ↘489 | ↘452 |      |      |      |      |

## Населенные пункты
| Название           | Тип населённого пункта       | Население 2003 год | Почтовый индекс | ОКАТО           |
| ------------------ | ---------------------------- | ------------------ | --------------- | --------------- |
| Крымская Слудка    | Село, административный центр | 315                | 427707          | 94 226 845 001  |
| Бажениха           | деревня                      | 51                 | 427707          | 94 226 845 002  |
| Удмуртский Сарамак | деревня                      | 305                | 427706          | 94 226 845 004  |
| Марийский Сарамак  | деревня                      | 166                | 427706          | 94 226 845 003  |
| Русский Сарамак    | нежилая деревня              | нежилая деревня    | нежилая деревня | нежилая деревня |